# 12852 Teply
A 12852 Teply (ideiglenes jelöléssel 1998 FW30) a Naprendszer kisbolygóövében található aszteroida. A LINEAR projekt keretében fedezték fel 1998. március 20-án.